# Tapani-Zwischenfall
Xincheng-Zwischenfall (1896) – Hitome-no-seki-Zwischenfall (1902) – Shimaigahara-Zwischenfall (1903) – Wili-Zwischenfall (1906) – Beipu-Aufstand (1907) – Truku-Krieg (1914) – Kosempo-Zwischenfall (1915) – Tapani-Zwischenfall (1915) – Dahun-Zwischenfall (1915–1933) – Wushe-Zwischenfall (1930) – Kobayashi-Zwischenfall (1937)

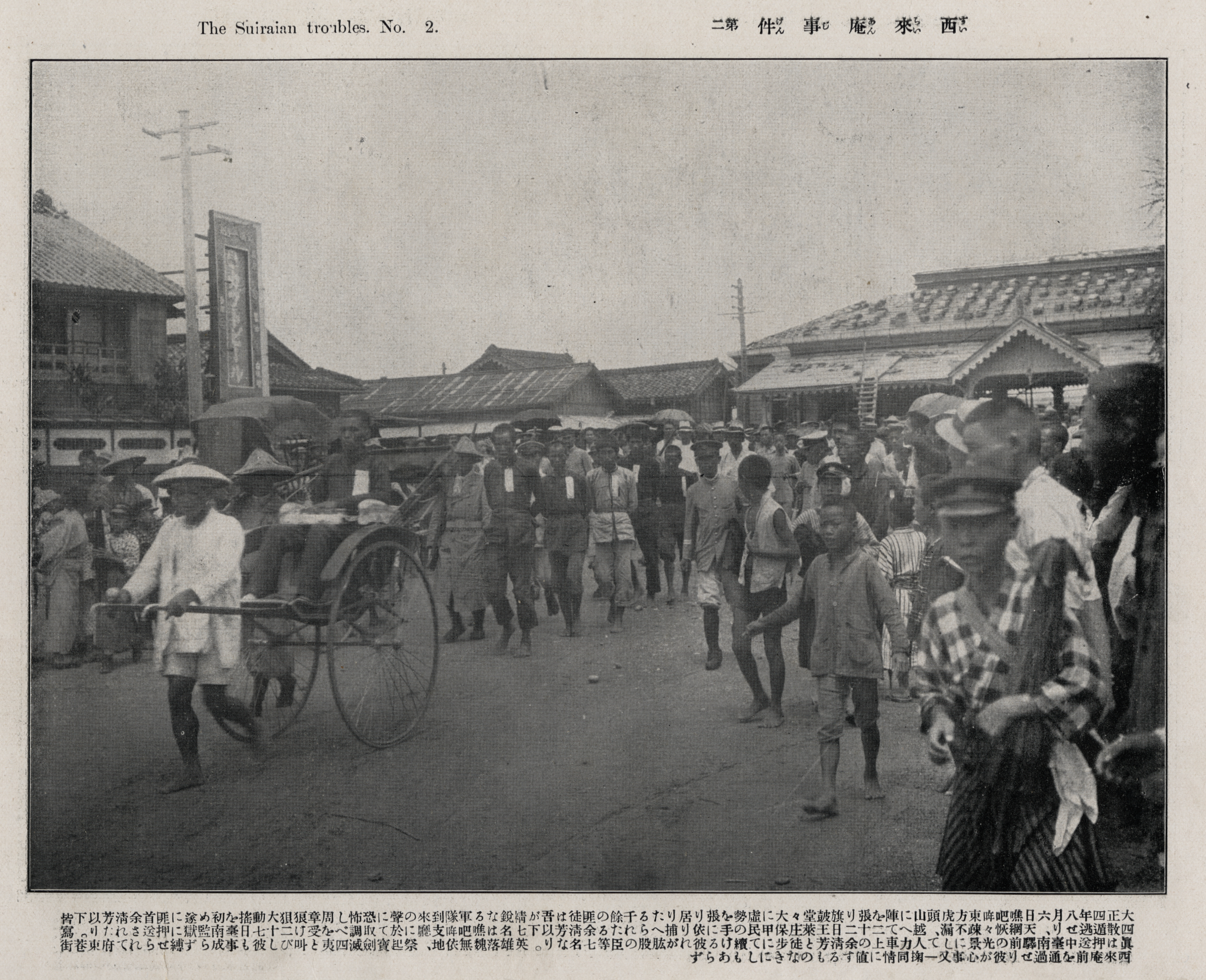
Eskortierung gefangener Aufständischer am Bahnhof von Tainan

Der Tapani-Zwischenfall war ein Aufstand von Han-Taiwanern und taiwanischen Ureinwohnern vom Stamm der Taivoan gegen die japanische Kolonialherrschaft im Jahr 1915.

## Namen
Zur Bezeichnung des Zwischenfalls sind verschiedene Namen in Gebrauch. Tapani ist der Name des Dorfs, von dem der Aufstand ausging, in der Sprache der Taivoan, nach ihm wird der Zwischenfall im Chinesischen 噍吧哖事件 (Jiāobānián shìjiàn), im Japanischen タパニー事件 (Tapanī jiken) und im Taiwanischen Ta-pa-nî sū-kiāⁿ genannt. Daneben sind die Bezeichnungen Xilaian-Zwischenfall (nach dem Tempel, der die Keimzelle des Aufstands bildete) und Yu-Qingfang-Zwischenfall (nach seinem Anführer) üblich.

## Hintergrund
Während die Insel Taiwan zum Chinesischen Kaiserreich gehörte, befand sich die abgelegene und unwegsame Gegend von Tapani (heute Yujing, Tainan) und seiner Nachbarbezirke Nanhua und Zuozhen faktisch nicht unter der Kontrolle der Behörden. Erst mit Beginn der japanischen Herrschaft über Taiwan im Jahr 1895 erfolgten die Vermessung des Landes und die Erschließung durch die Obrigkeit, u. a. durch Polizeistationen. Bauern mussten nun Steuern zahlen, zuvor einflussreiche Familien verloren an Geltung. Die Japaner beschlagnahmten illegal erschlossenes Land für den Anbau von Zuckerrohr und den Bau moderner Zuckerfabriken, in deren Abhängigkeit die traditionellen Zuckerrohrbauern bald gerieten. Wälder, in denen die Einheimischen zuvor Kampferholz gewonnen hatten, wurden von den Behörden als dem Staat gehörendes Land betrachtet. All diese Maßnahmen verschlechterten die wirtschaftlichen Bedingungen und sorgten für Unzufriedenheit in der Bevölkerung. Zudem wurde die Gegend in den Jahren vor dem Aufstand von einer Dürre und Taifunen schwer geschädigt.

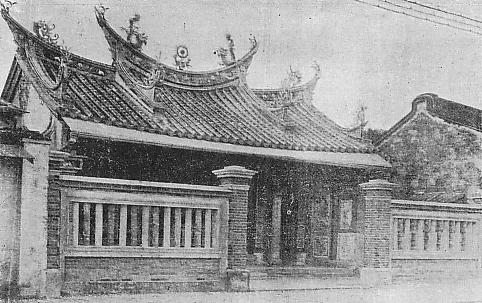
Der Xilaian-Tempel

Vor dem Hintergrund der Unzufriedenheit in der Bevölkerung keimte im Umfeld einer laienbuddhistischen Sekte mit millenaristischen Zügen, die im Xilaian-Tempel in Tapani zusammenkam, der Plan zum Aufstand. Treibende Kräfte waren Yu Qingfang (1879-1915), ein ehemaliger Polizeigehilfe, Jiang Ding und Luo Jun. Yu hatte sich bereits 1909 einer gegen die Kolonialherren gerichteten Geheimgesellschaft angeschlossen und dafür eine Haftstrafe verbüßt.
Die drei Konspiratoren begannen im Februar 1914 mit der Anwerbung von Anhängern. Obwohl die meisten Aufständischen aus der Umgebung stammten, schlossen sich auch Anhänger aus anderen Regionen Taiwans an. Viele hatten in ihren Dörfern das lokale Kung Fu Song-Jiang-zhen praktiziert. Viele Ureinwohner vom Stamm der Taivoan schlossen sich der Bewegung an. Yu Qingfang prophezeite das baldige Ende der japanischen Herrschaft im Zuge apokalyptischer Ereignisse und versprach jedem Erlösung, der gegen die Japaner kämpfen würde. Rekruten mussten ein Initiationsritual vollziehen und erhielten Amulette, die Heil und Unverwundbarkeit verschaffen sollten. Yu titulierte sich als „Großmarschall des Ming-Reichs der Barmherzigkeit“, der die Mission habe, die Japaner zu verjagen. Lokale Eliten wie Großgrundbesitzer, die ihren Einfluss und ihre Interessen durch die Japaner bedroht sahen, unterstützten die Bewegung mit finanziellen Mitteln, weitere Gelder zum Kauf von Waffen, Proviant, Ausrüstung und Uniformen wurden durch Spenden von Anhängern eingenommen.

## Die Rebellion

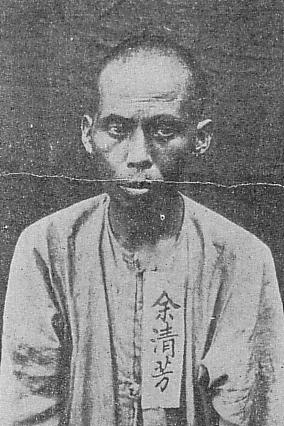
Yu Qingfang nach seiner Gefangennahme

Die Anführer prophezeiten, dass die japanische Herrschaft über Taiwan in ihrem zwanzigsten Jahr (1915) untergehen werde und sagten eine Sonnenfinsternis voraus, die das Zeichen zum Losschlagen sein sollte. Als jedoch die Japaner begannen, der Bewegung auf die Spur zu kommen, und am 29. Juni 1915 Luo Jun verhafteten, gab Yu den Befehl zum Handeln schon früher. Am 6. Juli erfolgten die ersten Angriffe auf japanische Polizisten, in den Tagen und Wochen danach folgten Überfälle auf Polizeistationen und andere japanische Einrichtungen in Tapani und den angrenzenden Bezirken. Die sich in der Unterzahl befindenden Japaner wurden zumeist getötet. Die anfänglichen Erfolge verschafften den Aufständischen großen Zulauf, sodass Yu Anfang August über 1.000 Mann zur Verfügung standen. Die Japaner mobilisierten Armee und Polizei und schritten zum Gegenschlag. Am 6. August kam es am Hutou-Berg bei Tapani zu einem Zusammenstoß, bei der die weitaus schlechter bewaffneten Rebellen eine schwere Niederlage erlitten und flüchteten. Nach japanischen Angaben wurden 309 Aufständische getötet. Schätzungsweise starben am selben Tag jedoch noch weitaus mehr Zivilisten, die die Japaner als Kollaborateure der Rebellen ansahen und massakrierten.
Yu gelang es, unterzutauchen, doch er wurde am 22. August festgenommen und am 23. September hingerichtet. Unter der Führung von Jiang Ding setzten Banden von Aufständischen den Widerstand fort, mit seiner Festnahme am 16. April 1916 endete der Aufstand.

## Folgen und Bedeutung

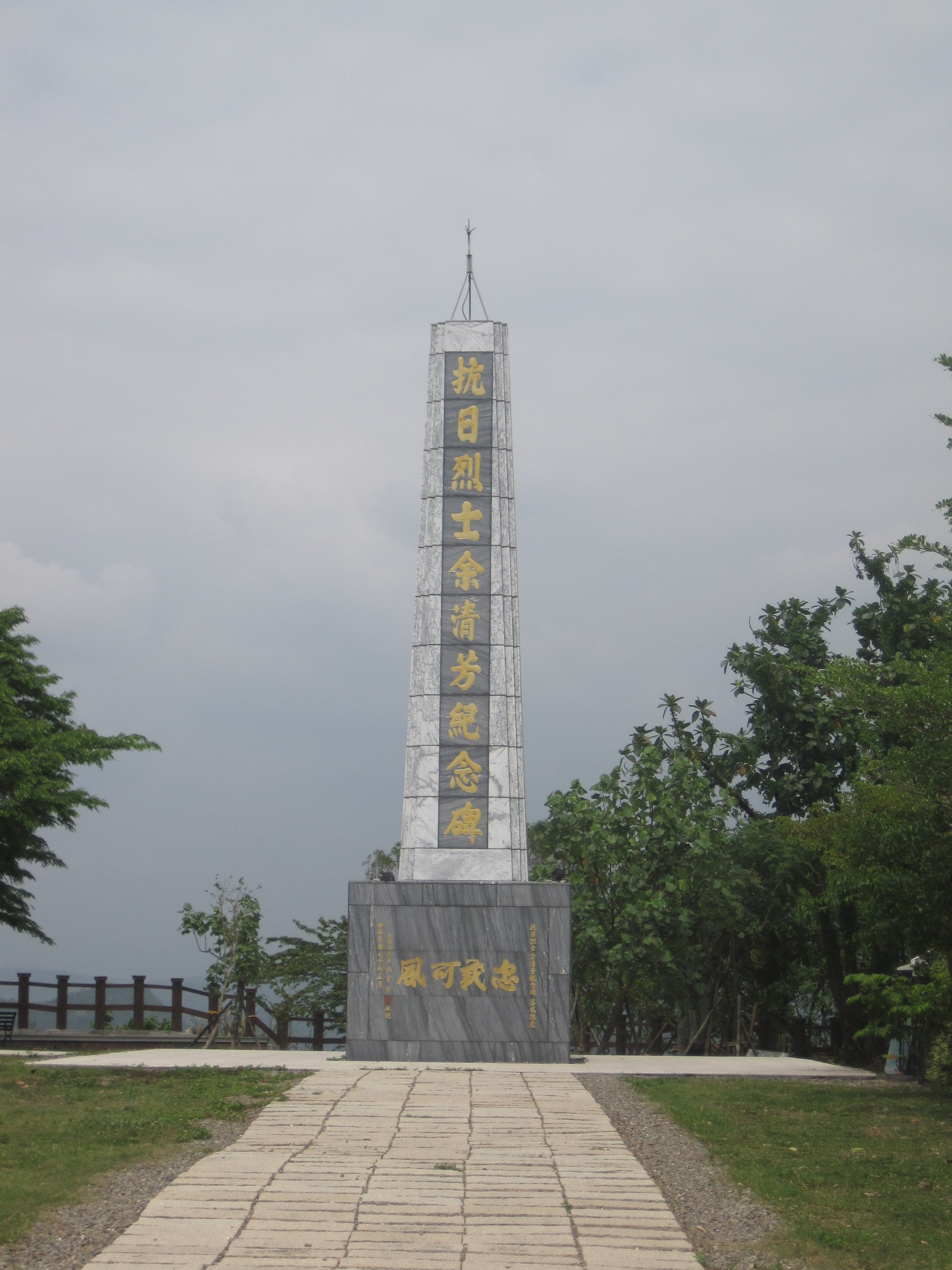
1977 errichtetes Denkmal für Yu Qingfang in Yujing (Tainan)

Bei den Kämpfen wurden behördlichen Aufzeichnungen zufolge 1.412 Aufständische getötet, fast 2.000 verhaftet und 912 von ihnen zum Tode verurteilt. Der Zwischenfall war damit der verlustreichste Aufstand während der japanischen Kolonialzeit auf Taiwan. Nach der Niederschlagung des Aufstands kam es zu Racheakten und Massakern an der Bevölkerung, bei der ganze Dörfer in Brand gesteckt wurden. Die Opferzahlen sind unbekannt. Viele Gefangene verbüßten lange Haftstrafen, bis ihnen anlässlich der Thronbesteigung Kaiser Hirohitos 1927 eine Amnestie gewährt wurde.
Der Tapani-Zwischenfall war unter anderem durch das Zusammenwirken von Han-Taiwanern und Ureinwohnern bemerkenswert. Von han-taiwanischer Seite war es der letzte bewaffnete Widerstand gegen die japanische Herrschaft. Zu einem weiteren Aufstand taiwanischer Ureinwohner kam es 1930 im Wushe-Zwischenfall.
Nach dem Ende der japanischen Herrschaft im Jahr 1945 wurde der Tapani-Zwischenfall unter der Kuomintang-Regierung Taiwans als patriotischer Aufstand gegen die Fremdherrschaft und Yu Qingfang als antijapanischer Märtyrer gefeiert.